# 高梨健吉
高梨 健吉（たかなし けんきち、1919年（大正8年）11月24日 - 2010年（平成22年）3月20日）は、日本の英語学者。慶應義塾大学名誉教授。
山形県生まれ。昭和18年東京文理科大学英文科卒業。戦後の1950年(昭和25年)にコロンビア大学留学。
慶應大教授を長年務め、美誠社から出版された高校生向けの英語学習参考書を始め、多くの著訳書を著した。バジル・ホール・チェンバレン『日本事物誌』を初めて訳し、日本英学史を研究紹介した。1984年(昭和59年)に定年退職し名誉教授。

## 著書
- 学生の英単語 健文社 1949
- A NEW WAY TO ENGLISH COMPOSITION 〈1・2・3〉 美誠社 1961.4
- 基礎英語の完成 美誠社 1964.4
- 英学ことはじめ 角川新書 1965
- 基礎英文解釈の完成 美誠社 1965
- 三位一体　綜合英語問題の徹底演習 美誠社 1965.2
- 基礎英作文の徹底演習 美誠社 1966.3
- 完成英作文の徹底演習 美誠社 1966.3
- 開国期の英語 三一新書 1967
- 三位一体　基礎英語問題の徹底演習 美誠社 1967.2
- 基礎からの英語 美誠社 1967.3
- 演習英作文 美誠社 1968.3
- 英語の構文150 美誠社 1969.2
- 基礎からの英語　改訂版 美誠社 1969.2
- 総解英文法（明解英文法） 美誠社 1970.3
- 完成英作文の徹底演習 美誠社 1970.3
- 基礎からの英語 3訂版 美誠社 1971.3
- 総合英語の理解  美誠社 1971.3
- 入試英語の背景知識 旺文社 1971.9
- 英文解釈の徹底理解 美誠社、1972.3
- THE MIKADO'S CENTURY (TODAY LIBRARY 13) 美誠社 1972.4
- 基礎からの英語 4訂版 美誠社 1973.2
- 英語構文の研究 美誠社 1975.3
- 基礎からの英文法 美誠社 1976.2
- 基礎からの英語 5訂新版 美誠社 1977.1
- 英語の構文150 改訂新版 美誠社 1978.2
- 文明開化の英語 藤森書店 1978.11／中公文庫 1985.6
- ニュー英文解釈 美誠社 1979.1
- 幕末明治英語物語 研究社出版 1979.8
- 整序問題・タイトリング 研究社出版 1979.3 (英語共通一次対策シリーズ)
- 英語の構文150 3訂新版 美誠社 1982.1
- 基礎からの英語 6訂新版 美誠社 1982.1
- 基礎からの英語 水準問題演習 美誠社 1982.1
- スタンダード英文解釈の研究 美誠社 1982.5
- 英語の構文150 水準問題演習 美誠社 1983.1
- 英語構文80の演習 美誠社 1983.1
- アイテム76 新総合英語 美誠社 1985.1
- アイテム76 GRAMMAR & TRAINING 美誠社 1985.1
- 合格水準英単語3100 美誠社 1985.5
- 英語の先生、昔と今―その情熱の先駆者たち 日本図書ライブ 1985.12
- アイテム130 新 英文解釈 美誠社 1986.1
- アイテム76 GRAMMAR & TRAINING 改訂版 美誠社 1986.1
- 総合英語の徹底演習 美誠社 1986.6
- アイテム85 新 基礎総合英語 美誠社 1987.1
- アイテム85 NEW ENGLISH GRAMMAR  美誠社 1987.1
- 新 英語の構文150 美誠社 1988.1
- 新 基礎からの英語 美誠社 1988.1
- UNIVERSAL ENGLISH GRAMMAR  美誠社 1988.2
- 新英語構文80の演習 美誠社 1989.1
- アイテム76 GRAMMAR & TRAINING 3訂版 美誠社 1991.11
- アイテム76 新 総合英語 改訂版 美誠社 1991.12
- 新 英語の構文150 改訂版 美誠社 1994
- 新 英語構文80の演習 改訂版 美誠社 1994
- 日本英学史考 東京法令出版 1996.9

## 共編著
- H.E.パーマー、J.H.グラタン、P.ガレー 安倍勇、金口儀明 南雲堂 1963 (不死鳥英文法ライブラリ)
- 大学入試 整理と解法 合格ライン 英文解釈 石井勇三郎 旺文社 1970.3
- 合格ライン英文解釈 石井勇三郎 旺文社 1971 (大学入試/整理と解法)
- 日本の英語教育史 大村喜吉 大修館書店 1975
- 囲碁名著選集 池田書店 1979.7
- GONE WITH THE WIND (TODAY LIBRARY 15) ジョン・ギブンス 美誠社 1979.7
- 英語長文問題の攻め方 保城護 美誠社 1980.1
- 大学受験英単語 スーパーラーニング 本庄寛 朝日出版社 1980.9
- 高校基本英単語 スーパーラーニング 本庄寛 朝日出版社 1980.9
- 大学受験英熟語 スーパーラーニング  本庄寛 朝日出版社 198111
- 合格できる英単語 坂本雅宣 美誠社 1980.11
- 新 英語長文問題の攻め方 保城護 美誠社 1992.2
- 英語教科書の歴史と解題 出来成訓 英語教科書名著選集別巻 大空社 1993.12
- Revised Edition DAILY ENGLISH READING（文部科学省検定済教科書）和田宏冏、三浦弘 池田書店 2012
- Revised Edition PRACTICAL ENGLISH WRITING（文部科学省検定済教科書）瀬戸武雄 池田書店 2012

## 翻訳
- 日本事物誌 全2巻 バジル・ホール・チェンバレン 平凡社〈東洋文庫134･147〉1969
- 日本奥地紀行 イザベラ・バード 平凡社〈東洋文庫240〉1973／平凡社ライブラリー 2000
- パークス伝 日本駐在の日々 フレデリック・ディキンズ 平凡社〈東洋文庫429〉1984